# キルプエ
キルプエ（スペイン語: Quilpué）は、チリ中部のバルパライソ州マルガ・マルガ県にある都市で、同県の県都。大バルパライソ都市圏の一部をなしている。太陽の町 (Ciudad del Sol) の名で広く知られる。都市部のエル・ベジョート町は1990年代後半に急速に発展した。

## 地名の由来
キルプエという地名の起源については、さまざまな説がある。ある人は、この地域にハトが多かったことから、先住民の言葉でハトを意味する cullpo と場所を意味する hue をあわせて「ハトのいる場所」を意味すると唱えている。先住民族のピクンチ族がその制作を得意とし、医療用に使用された「石のランセットの場所」を意味するという説も出されている。この地域の考古遺跡からは、多くの石のランセットが出土している。

## 観光
バルパライソと比べて晴れの日が多いため、「太陽の町」と呼ばれる。都市鉄道のMervalやハイウェイ、バス路線が沿岸部のビニャ・デル・マールやバルパライソ、内陸の諸都市に連絡している。住宅価格が低く、毎日数千人が沿岸部の都市に通勤する。
国道68号がサンティアゴまで延び、自動車で75分、地域間バスで90分かかる。バスはほとんどが首都の西側のパハリトス地下鉄連絡ステーションを発着する。
観光名所にはバルパライソ州唯一の動物園やコリグアイ市街、キャンプとハイキングともに向いているマルガ＝マルガ渓谷がある。

## 歴史
ペドロ・デ・バルディビア総督がロドリゴ・デ・アラヤに土地を付与する1547年まで、この地域には長く先住民族が定住していた。17世紀にその土地がさらに分割されるまで、鉱業が長年基幹産業であった。

## 行政
2009年8月25日の法令20368号で新設され、2010年3月11日に発効したマルガ・マルガ県の県都である。基礎自治体としてのキルプエは、4年ごとに直接選挙で選ばれる市長（アルカルデ）が議長を務める議会が運営する第三級行政区分である。オルムエ、リマチェ、ビジャ・アレマーナと構成する下院の第12区と、バルパライソ＝コルディジェラ地域からなる上院の第5区に所属する。

## 教育
バレンシア地区にバルパライソ・カトリック教会大学の工学部が、パソ・オンドにアコンカグア大学が所在する。